# Начальники штабов советских армий в Великой Отечественной войне
|                                                 | Фамилия, Имя, Отечество            | Годы жизни  | Должность в начале войны | Во время войны | В конце войны |
| ----------------------------------------------- | ---------------------------------- | ----------- | --- | --- | --- |
| Герой Советского Союза                          | Алфёров Иван Прокопьевич           | 1897 — 1979 | Старший преподаватель кафедры общей тактики Военной академии РККА имени М. В. Фрунзе.                                                                       | 4-я (16 — 27.12.1941, 23.03 — 9.04.1942) | С конца 1944 года находился на излечении в госпитале.                                                               |
|                                                 | Анисимов Николай Павлович          | 1897 — 1981 | Начальник отдела боевой подготовки штаба Западного военного округа                                                                                          | 31-я (1 — 12.10.1941) | Командир 30-й учебной стрелковой дивизией                                                                           |
|                                                 | Анисимов Пётр Николаевич           | 1897 — 1970 | | 2-я Краснознамённая (28.08.1941 — 10.08.1942) | |
|                                                 | Аргунов Николай Емельянович        | 1899 — 1984 | Начальник штаба 25-го механизированного корпуса | 50-я (26.10.1941 — 10.03.1942), 32-я (19.07.1944 — 21.05.1945) | Глава Учебного центра 1-го Дальневосточного фронта                                                                  |
|                                                 | Арушанян Баград Исаакович          | 1903 — 1994 | Начальник штаба 12-й армии | 12-я (07.1940 — 10.08.1941), 56-я (5.11.1941 — 21.06.1942) | Командир 11-го Гвардейского стрелкового корпуса                                                                     |
|                                                 | Афанасьев Александр Николаевич     | 1894 — 1950 | Заместитель командира 126-й стрелковой дивизии | 6-я (17.11.1942 — 18.02.1943) | Командира 17-й запасной стрелковой дивизии                                                                          |
|                                                 | Бадерко Александр Григорьевич      | 1901 — 1986 | Слушатель Академии Генерального штаба РККА | 30-я (13.07 — 21.08.1941), 3-я Ударная (03 — 04.1945) | Заместителя начальника Оперативного управления штаба 1-го Белорусского фронта                                       |
|                                                 | Баранов Алексей Михайлович         | 1895 — 1973 | Начальник штаба 17-го стрелкового корпуса | 12-я (25.08 — 16.10.1941), 18-я (10.12.1941 — 13.01.1942) | Начальник тыла 18-й армии                                                                                           |
|                                                 | Батюня Александр Григорьевич       | 1898 — 1976 | Начальник штаба 48-го стрелкового корпуса | 6-я (25.08.1941 — 15.04.1942), 9-я (24.06 — 7.08.1942), 38-я (14.02 — 23.04.1943), 40-я (23.04 — 6.11.1943), 1-я Гвардейская (17.04.1944 — 13.09.1945)                                                                    | Начальник штаба 1-й Гвардейской армии                                                                               |
|                                                 | Бирман Марк Яковлевич              | 1900 — 1960 | Командира 52-го стрелкового полка 71-й стрелковой дивизии.                                                                                                  | 12-я (29.06 — 10.11.1943), 46-я (9.12.1943 — 15.10.1945). | Начальник штаба 46-й армии                                                                                          |
|                                                 | Блажей Арефа Константинович        | 1902 — 1978 | Старший помощник начальника оперативного отделения штаба 26-й армии                                                                                         | 37-я (30.07.1943 — 5.08.1946) | Начальник штаба 37-й армии                                                                                          |
|                                                 | Бобков Фёдор Николаевич            | 1897 — 1967 | Начальник 2-го отделения Разведывательных курсов усовершенствования старшего и среднего начсостава Высшей специальной школы Генштаба Красной Армии          | 16-я (15.03 — 16.04.1943) 11-я Гвардейская (8 — 26.06.1943, 23.12.1943 — 22.02.1944) | Начальник оперативного управления Земландской группы войск.                                                         |
|                                                 | Бодин Павел Иванович               | 1900 — 1942 | Начальник 1-го отдела штаба 26-й армии КОВО | 9-я (29.06 — 9.09.1941) | Погиб 2 ноября 1942 года                                                                                            |
|                                                 | Болознев Василий Васильевич        | 1898 — 1978 | Начальник штаба 27-й армии | 27-я (25.05 — 19.07.1941), 34-я (16.07 — 25.07.1941) | Начальник Казанского суворовского военного училища                                                                  |
|                                                 | Большаков Дмитрий Михайлович       | 1900 — 1966 | Начальник штаба 19-го стрелкового корпуса | 23-я (10.05.1944 — 20.03.1947). | Начальник штаба 23-й армии                                                                                          |
|                                                 | Борисов Лев Львович                | 1901 — 1969 | Начальник штаба 35-й стрелковой дивизи | 16-я (1.07.1943 — 8.10.1945) | Начальник штаба 16-й армии                                                                                          |
|                                                 | Брагин Георгий Михайлович          | 1900 — 1955 | Начальник войск связи Среднеазиатского Военного округа | 32-я (10.03.1942 — 27.02.1944), 27-я (23.07.1944 — 13.09.1945) | Начальник штаба 27-й армии                                                                                          |
|                                                 | Брилёв Никита Григорьевич          | 1896 — 1955 | Заместитель командира 194-й горно-стрелковой дивизии | 50-я (27.04.1943 — 30.08.1944), 18-я (5.09.1944 — 18.06.1945) | Начальник штаба 18-й армии                                                                                          |
|                                                 | Буховец Георгий Клементьевич       | 1901 — 1967 | Начальник штаба 11-го стрелкового корпуса | 55-я (21.11.1941 — 28.01.1942), 42-я (28.01.1942 — 15.01.1944, 29.01 — 15.06.1944), 21-я (28.06.1944 — 9.07.1945) | Начальник штаба 21-й армии                                                                                          |
|                                                 | Бушманов Николай Степанович        | 1901 — 1977 | Арестован | 32-я (27.09 — 12.10.1941) | В плену |
|                                                 | Вавилов Максим Андреевич           | 1903 — 1960 | | 35-я (22.09.1941 — 14.12.1943), 2-я Краснознамённая (9.11.1942 — 22.09.1943) | |
|                                                 | Варенников Иван Семёнович          | 1901 — 1971 | Начальник штаба 26-й армии | 26-я (11.1940 — 25.09.1941), 37-я (15.11.1941 — 5.10.1942) | Генерал-адъютанта по особо важным оперативным делам                                                                 |
|                                                 | Вашкевич Владимир Романович        | 1900 — 1970 | Начальник курса Военной академии РККА имени М. В. Фрунзе.                                                                                                   | 20-я (29.09.1942 — 21.04.1944) | В резерве |
|                                                 | Верхолович Павел Михайлович        | 1900 — 1952 | Начальник штаба 35-го стрелкового корпуса | 49-я (1.08.1941 — 2.05.1942), 24-я (31.10.1942 — 5.05.1943), 4-я Гвардейская (5.05.1943 — 2.03.1944), 57-я (3.03.1944 — 26.01.1946)                                                                                       | Начальник штаба 57-й армии                                                                                          |
|                                                 | Ветошников Леонид Васильевич       | 1897 — 1964 | Заместитель начальника штаба 9-й армии | 28-я (14.06 — 3.07.1942) | Начальник отдела боевой подготовки Северо-Кавказского Военного округа                                               |
|                                                 | Визжилин Виктор Алексеевич         | 1901 — 1970 | Командир 130-й стрелковой дивизии | 26-я (11 — 25.10.1941, 30.10 — 25.12.1941), 2-я Ударная (25.12.1941 — 7.03.1942) | Начальник Харьковского суворовского военного училища                                                                |
|                                                 | Виноградов Александр Иосифович     | 1897 — 1941 | Руководитель тактической подготовки Ленинградского военно-политического училища им. Ф. Энгельса                                                             | 30-я (21.08 — 25.11.1941) | |
|                                                 | Виноградов Борис Леонидович        | 1900 — 1981 | Заместитель начальника штаба Дальневосточного фронта по организационно-мобилизационным вопросам                                                             | 25-я (24.01 — 24.08.1942), 35-я (24.08 — 22.09.1942) | Командира 264-й стрелковой дивизии                                                                                  |
|                                                 | Виноградов Павел Семёнович         | 1901 — 1942 | Начальник штаба 46-го стрелкового корпуса | 4-я (27.12.1941 — 23.03.1942), 2-я Ударная (4.04 — 24.05.1942) | В октябре 1942 пропал без вести                                                                                     |
|                                                 | Вишневский Михаил Иванович         | 1899 — ?    | | 29-я (23.07.1941 — 20.07.1942, 27.10 — 11.11.1942) | |
|                                                 | Гастилович Антон Иосифович         | 1902 — 1975 | Начальник штаба 17-й армии | 17-я (06.1940 — 15.05.1942) | Командующий 18-й армии                                                                                              |
|                                                 | Герасев Иван Петрович              | 1898 — 1974 | | 14-я (18.08.1943 — 21.08.1945) | Начальник штаба 14-й армии                                                                                          |
|                                                 | Гладков Трофим Андроникович        | 1901 — 1964 | Начальник штаба 28-й горнострелковой дивизии | 21-я (24.01 — 6.02.1944) | Начальник оперативного отдела штаба Одесского военного округа                                                       |
|                                                 | Глинский Пётр Евстигнеевич         | 1901 — 1952 | Начальник штаба Сибирского Военного округа | 24-я (26.06 — 6.08.1941), 4-я Ударная (31.05.1942 — 25.06.1943) | Начальник штаба Приволжского военного округа                                                                        |
|                                                 | Глуздовский Владимир Алексеевич    | 1903 — 1967 | Заместитель командира 1-й Московской пролетарской дивизии                                                                                                   | 31-я (21.10.1941 — 27.02.1943) | Командующий 6-й армии                                                                                               |
|                                                 | Головинчин Михаил Александрович    | 1895 — 1957 | Начальник оперативного отделения 88-й стрелковой дивизии | 26-я (2.06.1944 — 14.03.1945) | Старшего инспектора Инспекции пехоты Красной Армии                                                                  |
|                                                 | Головчинер Борис Михайлович        | 1908 — 2000 | Помощник начальника оперативного отдела штаба 8-й армии | 8-я (15.12.1942 — 9.07.1945) | Начальник штаба 8-й армии                                                                                           |
|                                                 | Гончаров Афанасий Дмитриевич       | 1902 — 1974 | | 35-я (22.07.1941 — 24.08.1942), 25-я (24.08.1942 — 25.05.1944), 60-я (23.08.1944 — 9.07.1945) | Начальник штаба 60-й армии                                                                                          |
| Герой Советского Союза                          | Гордов Василий Николаевич          | 1896 — 1950 | Начальник штаба 21-й армии | 21-я (22.06 — 27.09.1941) | Командующий 3-й Гвардейской армии                                                                                   |
|                                                 | Городинский Юдель Леонтьевич       | 1896 — 1963 | Начальник штаба 15-й армии | 15-я (11.03 — 26.08.1941) | Командира 14-го стрелкового корпуса                                                                                 |
|                                                 | Городецкий Николай Васильевич      | 1901 — 1953 | Начальник штаба 23-й армии | 23-я (25.05 — 27.07.1941), 59-я (16.04 — 14.05.1942) | Начальник штаба Южно-Уральского военного округа                                                                     |
|                                                 | Данилов Алексей Ильич              | 1897 — 1981 | Начальник ПВО Юго-Западного фронта. | 21-я (27.09.1941 — 4.06.1942), 5-я Танковая (1.11.1942 — 20.04.1943) 12-я (20.04 — 17.05.1943) | Командующий 17-й армии                                                                                              |
|                                                 | Данилов, Григорий Трофимович       | 1901 — 1946 | заместителем начальника штаба Забайкальского военного округа                                                                                                | 36-я (26.07.1941 — 22.09.1942) | Начальник штаба 14-го Гвардейского стрелкового корпуса                                                              |
|                                                 | Дашевский Яков Сергеевич           | 1902 — 1972 | Слушатель в Академию Генштаба РККА | 9-я (27.05 — 23.06.1942), 47-я (13.01 — 7.03.1943), 51-я (7.04.1943 — 9.07.1945) | Начальник штаба 51-й армии                                                                                          |
|                                                 | Диков Пётр Андреевич               | 1912 — 1983 | | 37-я (20 — 30.07.1943) | |
|                                                 | Добросердов Константин Леонидович  | 1891 — 1949 | Командира 7-го стрелкового корпуса | 37-я (23.07 — 25.09.1941) | В плену с 14 октября 1941 года                                                                                      |
|                                                 | Дронов Николай Сергеевич           | 1897 — 1979 | В Генеральном штабе РККА начальником 3-го отдела Управления боевой подготовки и помощником начальника Разведуправления и начальником Информационного отдела | 10-я (1.11 — 13.12.1941), 29-я (11.11.1942 — 8.02.1943), 22-я (8.02.1944 — 10.09.1945) | Начальник штаба 22-й армии                                                                                          |
|                                                 | Другов Павел Ильич                 | 1897 — 1966 | Заместитель командира 30-го механизированного корпуса | 15-я (26.08.1941 — 9.05.1942), 5-я Танковая (16.06 — 17.07.1942, 3.09 — 1.11.1942), 12-я (17.05 — 29.06.1943) | Заместитель начальника Главного управления формирования и штабирования танковых и механизированных войск            |
|                                                 | Егоров Павел Григорьевич           | 1896 — 1941 | Начальник штаба Архангельского Военного округа | 28-я (25.06 — 4.08.1941) | Погиб в бою 4 августа 1941 года                                                                                     |
|                                                 | Ерёменко Яков Филиппович           | 1900 — 1945 | Командир 116-й стрелковой дивизии | 28-я (9 — 27.09.1942) | Умер 13 февраля 1945 года от паралича дыхания и сердечной деятельности                                              |
|                                                 | Ерёмин Николай Владимирович        | 1901 — 1976 | Начальником штаба 41-й стрелковой дивизии | 40-я (6.02 — 13.03.1942), 6-я (7.07 — 4.08.1942), 63-я (25.06 — 2.09.1943) | Командира 4-й гвардейской воздушно-десантной дивизии                                                                |
|                                                 | Ермолаев Александр Григорьевич     | 1899 — 1971 | Начальник штаба 55-го стрелкового корпуса | 12-я (16.10.1941 — 3.09.1942), 47-я (2.09 — 30.10.1942), 18-я (15.10 — 19.11.1942), 58-я (12.05 — 15.11.1943) | Заместитель начальника управления Главного артиллерийского управления                                               |
| Герой Советского Союза                          | Жадов Алексей Семёнович            | 1901 — 1977 | Командиром 4-го воздушно-десантного корпуса | 3-я (2.08.1941 — 11.05.1942) | Командующий 5-й Гвардейской армии                                                                                   |
|                                                 | Жашков Иосиф Васильевич            | 1899 — 1959 | | 26-я (17.05.1943 — 2.06.1944) | Начальник штаба 69-го стрелкового корпуса                                                                           |
|                                                 | Захаров Георгий Фёдорович          | 1897 — 1957 | Начальник штаба 22-й армии | 22-я (22.06 — 14.08.1941) | Заместитель командующего войсками 4-го Украинского фронта.                                                          |
| Герой Советского Союза · Герой Советского Союза | Захаров Матвей Васильевич          | 1898 — 1972 | Начальник штаба 9-й армии | 9-я (22 — 28.06.1941) | Начальник штаба Забайкальского фронта                                                                               |
| Герой Советского Союза                          | Захватаев Никанор Дмитриевич       | 1898 — 1963 | старший преподаватель Академии Генштаба | 19-я (20.10 — 24.11.1941), 1-я Ударная (20.11.1941 — 22.05.1942) | Командующий 35-й армии                                                                                              |
|                                                 | Иванов Владимир Дмитриевич         | 1900 — 1968 | Начальник штаба 25-й армии | 25-я (11.03.1941 — 24.01.1942) | Заместитель командующего войсками Забайкальского фронта                                                             |
|                                                 | Иванов Евгений Васильевич          | 1903 — 1964 | | 47-я (21.05 — 26.11.1943), 36-я (14.02.1944 — 07.1945) | |
|                                                 | Иванов Иван Иванович               | 1894 — 1976 | | 10-я (1 — 17.10.1941) | И. о. начальника тактическом факультета Военной академии Генерального штаба                                         |
|                                                 | Иванов Николай Петрович            | 1900 — 1975 | Начальник штаба 6-й армии | 6-я (25.05 — 10.08.1941), 9-я (10.09 — 31.12.1941), 18-я (20.04 — 31.07.1942), 56-я (21.09 — 18.11.1942), 11-я Гвардейская (25.06 — 23.12.1943)                                                                           | Заместителя командующего 39-й армии                                                                                 |
|                                                 | Иванов Пётр Алексеевич             | 1897 — 1946 | Преподаватель Академии Генерального штаба РККА | 23-я (27.07 — 1.10.1941) | Заместитель командующего 11-й Гвардейской армии                                                                     |
|                                                 | Иванов Семён Акимович              | 1901 — 1974 | Начальника штаба 40-й стрелковой дивизии | 15-я (9.05.1942 — 16.11.1943), 35-я (14.12.1943 — 8.10.1945) | Начальник штаба 35-й армии                                                                                          |
|                                                 | Ивашечкин Макар Васильевич         | 1897 — 1966 | Начальника штаба 45-го стрелкового корпуса | 3-я (12.05.1942 — 9.07.1945) | Начальник штаба 3-й армии                                                                                           |
|                                                 | Киносян Степан Ильич               | 1900 — 1965 | Начальник 1-го отделения оперативного отдела штаба Северо-Западного фронта                                                                                  | 33-я (13.07.1942 — 5.06.1944), 49-я (4.06.1944 — 9.07.1945) | Начальник штаба 49-й армии                                                                                          |
|                                                 | Кириллов Михаил Сергеевич          | 1903 — 1946 | | 36-я (22.09.1942 — 30.04.1943) | Начальник штаба 6-го Гвардейского кавалерийского корпуса                                                            |
|                                                 | Козлов Георгий Кириллович          | 1902 — 1970 | Начальник отдела боевой подготовки 7-й армии | 26-я (11.08.1942 — 17.05.1943) | Заместитель командующего 39-й армии                                                                                 |
|                                                 | Кокорев Пётр Иванович              | 1900 — 1946 | Глава западного отдела Генштаба РККА | 8-я (25.09.1941 — 14.12.1942), 2-я Ударная (15.12.1942 — 21.06.1944) | |
|                                                 | Коломинов Александр Николаевич     | 1909 — 1979 | | 9-я (24.08.1942 — 12.05.1943), 37-я (12.05 — 20.07.1943), 52-я (20.07.1943 — 13.09.1945) | Начальник штаба 52-й армии                                                                                          |
| Герой Советского Союза                          | Колпакчи Владимир Яковлевич        | 1899 — 1961 | Начальник штаба Харьковского военного округа | 18-я (26.06 — 10.10.1941) | Командующий 69-й армии                                                                                              |
|                                                 | Кондратьев Александр Кондратьевич  | 1896 — 1965 | Начальник штаба 3-й армии | 3-я (7.09.1939 — 31.07.1941), 24-я (6.08 — 10.10.1941), 33-я (20.10.1941 — 19.04.1942), 5-я Ударная (29.12.1942 — 13.08.1943), 42-я (15.06 — 27.07.1944), 54-я (27.07 — 26.11.1944), 1-я Ударная (6.12.1944 — 8.07.1945). | Начальник штаба 1-й Ударной армии                                                                                   |
|                                                 | Корженевич Феодосий Константинович | 1899 — 1972 | Помощник генерал-инспектора кавалерии РККА | 9-я (12.02 — 27.05.1942), 66-я (30.08.1942 — 23.03.1943) | |
|                                                 | Корнеев Андрей Дмитриевич          | 1900 — 1941 | Начальник штаба Орловского Военного округа | 20-я (25 — 28.06.1941) | Погиб 28 июня 1941 году                                                                                             |
|                                                 | Корнеев Николай Васильевич         | 1900 — 1976 | Преподаватель Академии Генерального штаба | 20-я (28.06 — 20.10.1941), 24-я (1.09 — 30.10.1942), 11-я (31.12.1942 — 20.12.1943) | В распоряжении Разведывательного управления Генерального штаба                                                      |
|                                                 | Корытников Пётр Константинович     | 1892 — 1993 | Начальник штаба 2-й Краснознамённая армия | 2-я Краснознамённая (11.07.1940 — 28.08.1941) | Заместитель командующего 1-й Краснознамённой армии                                                                  |
|                                                 | Кристальный Наум Самойлович        | 1900 — ?    | Начальника оперативного отдела 18-й армии | 56-я (18.11.1942 — 16.01.1943), 18-я (5.01 — 2.02.1943), 47-я (7.03 — 21.05.1943) | Старший преподаватель Высшей Военной Академии им. Ворошилова К. Е.                                                  |
|                                                 | Крутиков Алексей Николаевич        | 1895 — 1949 | Начальник штаба 7-й армии | 7-я (11.1940 — 29.01.1943) | Начальник штаба 1-го Дальневосточного фронт                                                                         |
|                                                 | Крылов Владимир Алексеевич         | 1891 — 1967 | Служил в Военной электротехнической академии РККА | 55-я (26.09 — 21.11.1941), 23-я (23.01 — 18.09.1942), 67-я (10.10 — 11.1942), 54-я (5.06 — 27.07.1944), 42-я (27.07.1944 — 30.04.1945)                                                                                    | В распоряжение Военного совета Ленинградского фронта                                                                |
|                                                 | Кузнецов Фёдор Исидорович          | 1898 — 1961 | Командующий Северо-Западным фронтом | 28-я (15.11 — 9.12.1941) | Командующий Уральским Военным округом                                                                               |
| Герой Советского Союза                          | Кузовков Иван Александрович        | 1903 — 1989 | Начальник Высшей пограничной школы | 32-я (13.07 — 27.09.1941) | Начальник Организационно-мобилизационного управления Главного управления кадров Народного комиссариата обороны СССР |
|                                                 | Кулишев Фёдор Данилович            | 1898 — 1981 | Преподаватель тактику в Академии им. Фрунзе и Академии Генштаба                                                                                             | 6-я (4.03.1943 — 29.09.1944, 6.12.1944 — 9.07.1945) | Начальник штаба 6-й армии                                                                                           |
|                                                 | Ларионов Георгий Андреевич         | 1899 — 1941 | Начальник штаба 8-й армии | 8-я (06.1940 — 1.08.1941), 42-я (5 — 16.09.1941) | Пропал без вести в сентябре 1941 года                                                                               |
|                                                 | Леннович Иосиф Леонтьевич          | 1896 — 1975 | Начальник оперативного отдела 18-й армии | 18-я (11.10 — 10.12.1941, 14.01 — 20.04.1942) | Арестован 28 апреля 1942 года                                                                                       |
|                                                 | Ловягин Пётр Ермолаевич            | 1897 — 1971 | Начальника Военной академии химической защиты имени К. Е. Ворошилова                                                                                        | 24-я (20.05 — 28.08.1942), 9-я (7 — 23.08.1942) | Командира 88-го стрелкового корпуса                                                                                 |
|                                                 | Ложкин Николай Николаевич          | 1897 — 1958 | Начальник штаба 121-й стрелковой дивизии | 24-я (8.12.1941 — 1.05.1942), 29-я (20.07 — 20.08.1942) | В распоряжении Военного совета 1-го Белорусского фронта                                                             |
|                                                 | Лукьянченко Григорий Сергеевич     | 1902 — 1967 | | 27-я (16.12.1942 — 23.07.1944), 47-я (22.07.1944 — 16.06.1945) | Начальник штаба 47-й армии                                                                                          |
|                                                 | Любарский Степан Иванович          | 1896 — 1945 | | 10-я (13.12.1941 — 20.04.1944), 3-я Гвардейская (7.12.1944 — 16.04.1945) | Погиб 16 апреля 1945 года                                                                                           |
|                                                 | Лямин Николай Иванович             | 1896 — 1961 | | 6-я (15.04 — 7.06.1942), 66-я (23.03 — 20.04.1943), 5-я Гвардейская (5.04.1943 — 9.05.1945) | Начальник штаба 5-й Гвардейской армии                                                                               |
|                                                 | Ляпин Пётр Иванович                | 1894 — 1954 | Начальника штаба 10-й армии | 10-я (07.1940 — 5.07.1941), 52-я (23.08 — 26.09.1941, 28.09 — 30.10.1941), 4-я (30.10 — 16.12.1941), 63-я (2.09.1943 — 10.02.1944), 70-я (19.02.1944 — 3.03.1945), 19-я (3.03 — 9.07.1945)                                | Начальник штаба 19-й армии                                                                                          |
|                                                 | Маландин Герман Капитонович        | 1894 — 1961 | 1-й заместитель начальника Генерального штаба по оперативным вопросам и вопросам тыла.                                                                      | 13-я (31.12.1943 — 9.07.1945) | Начальник штаба 13-й армии                                                                                          |
| Герой Советского Союза                          | Малинин Михаил Сергеевич           | 1899 — 1960 | Начальника штаба 7-го механизированного корпуса | 16-я (19.08.1941 — 16.07.1942) | Начальник штаба 16-й армии                                                                                          |
|                                                 | Малицкий Михаил Иванович           | 1896 — 1978 | Начальник штаба 42-го стрелкового корпуса | 14-я (23.08 — 20.10.1941), 26-я (4.04 — 11.08.1942) | Заместитель начальника оперативного отдела 1-го Дальневосточного фронта                                             |
|                                                 | Малышев Пётр Фёдорович             | 1898 — 1972 | Заместителя командира 64-й стрелковой дивизии | 16-я (24.02 — 15.03.1943) | Командующий 4-й Ударной армии                                                                                       |
|                                                 | Малышкин Василий Фёдорович         | 1896 — 1946 | Старший преподаватель Военной академии Генерального штаба.                                                                                                  | 19-я (31.07 — 24.10.1941) | С 1942 года в РОА                                                                                                   |
|                                                 | Маркушевич Самуил Абович           | 1902 — 1977 | Начальником штаба кавалерийской дивизии. | 19-я (4.04.1942 — 3.03.1945) | |
|                                                 | Мартьянов Александр Алексеевич     | 1898 — 1977 | Начальника штаб 4-го механизированного корпуса. | 28-я (25.04 — 13.06.1942) | В распоряжение Маршала Советского Союза Тимошенко                                                                   |
|                                                 | Масленников Фёдор Фёдорович        | 1902 — 1968 | | 43-я (17.08.1943 — 1.06.1945), 1-я Краснознамённая (28.06 — 15.11.1945) | Начальник штаба 1-й Краснознамённой армии                                                                           |
|                                                 | Маслов Алексей Гаврилович          | 1901 — 1967 | Начальник штаба 9-го механизированного корпуса | 38-я (17.09 — 24.12.1942), 28-я (20.02 — 25.04.1942) | Начальник Управления по ремонту и снабжению боевых и транспортных машин                                             |
|                                                 | Микульский Семён Петрович          | 1896 — 1964 | Командира 142-й стрелковой дивизии | 23-я (1.10.1941 — 23.01.1942), 2-я Ударная (12.11 — 15.12.1942) | Коменданта города Данциг                                                                                            |
|                                                 | Можаев Семён Фёдорович             | 1902 — 1974 | Командир 3-й стрелковой дивизии | 2-я Краснознамённая (22.09.1943 — 15.12.1945) | Начальник штаба 2-й Краснознамённой армии                                                                           |
|                                                 | Озеров Фёдор Петрович              | 1899 — 1971 | Командир 5-й стрелковой дивизии | 34-я (28.08 — 11.09.1941), 18-я (19.03 — 5.09.1944), 50-я (9.09.1944 — 3.02.1945) | Командующий 50-й армии                                                                                              |
|                                                 | Орлеанский Виктор Павлович         | 1897 — 1981 | | 7-я (29.01 — 16.11.1943), 33-я (4.09.1944 — 9.07.1945). | Начальник штаба 33-й армии                                                                                          |
|                                                 | Павловский Николай Осипович        | 1903 — 1960 | Заместитель начальника Телавского стрелково-миномётного училища                                                                                             | 18-я (3.02.1943 — 18.03.1944) | Начальник оперативного управления штаба Забайкальского фронта                                                       |
|                                                 | Панфилович Михаил Игнатьевич       | 1901- 1977  | Начальник 1-го отделения оперативного отдела и заместителем начальника оперативного отдела штаба Забайкальского военного округа.                            | 7-я (19.05 — 7.12.1944), 9-я Гвардейская (18.12.1944 — 7.01.1945) | Начальник штаба Уральского военного округа                                                                          |
|                                                 | Пастушихин Николай Васильевич      | 1900 — 1945 | Начальник оперативного отдела штаба 35-го стрелкового корпуса                                                                                               | 49-я (10.06.1942 — 4.06.1944) 33-я (5 — 9.06.1944) | умер 1 января 1945                                                                                                  |
|                                                 | Пенчевский Артемий Петрович        | 1906 — 1966 | | 5-я Ударная (13.08.1943 — 10.02.1944), 33-я (9.06 — 12.08.1944), 70-я (3.03 — 17.04.1945) | Старший преподаватель ВАК имени К. Е. Ворошилова                                                                    |
|                                                 | Пеньковский Валентин Антонович     | 1904 — 1969 | Заместитель начальника штаба Киевской зоны ПВО и одновременно заместитель начальника Управления ПВО Киевского особого военного округа                       | 21-я (5.06.1942 — 1.05.1943), 6-я Гвардейская (1.05.1943 — 9.07.1945), 25-я (28.06 — 09.1945) | Начальник штаба 25-й армии                                                                                          |
|                                                 | Первенцев Георгий Николаевич       | 1897 — 1986 | | 33-я (12.08 — 4.09.1944) | |
| Герой Советского Союза                          | Петрушевский Александр Васильевич  | 1898 — 1976 | Начальник штаба 13-й армии | 13-я (26.05.1941 — 20.12.1943) | Командующий 46-й армии                                                                                              |
|                                                 | Петухов Виктор Иванович            | 1899 — 1968 | Начальник 1-го отделения 2-го отдела (боевой подготовки) штаба Московского военного округа                                                                  | 37-я (3.01 — 12.05.1943), 21-я (6.02 — 18.06.1944) | Начальник штаба 1-го гвардейского стрелкового корпуса                                                               |
|                                                 | Пешехонцев Михаил Игнатьевич       | ? — ?       | | 7-я (16.11.1943 — 19.05.1944) | |
|                                                 | Пигаревич Борис Алексеевич         | 1898 — 1961 | На учёбе в Академию Генерального штаба РККА | 22-я (17.08 — 2.09.1941), 5-я (12.01.1942 — 30.06.1943) | В госпитале |
|                                                 | Писаревский Дмитрий Семёнович      | 1898 — 1941 | Начальник штаба 5-й армии | 5-я (11.03 — 20.09.1941) | Погиб 20 сентября 1941 года                                                                                         |
|                                                 | Покровский Александр Петрович      | 1898 — 1979 | Генерал-адъютант заместителя Народного комиссара обороны СССР Маршала Советского Союза С. М. Будённого                                                      | 60-я (31.10 — 25.12.1941), 3-я Ударная (25.12.1941 — 23.02.1942), 33-я (3.05 — 12.07.1942) | Начальник штаба 3-го Белорусского фронта                                                                            |
|                                                 | Почема Филипп Евсеевич             | 1897 — 1973 | Начальника оперативного отдела штаба 2-го стрелкового корпуса                                                                                               | 5-я (22.08 — 31.10.1943) | Начальника штаба 113-го стрелкового корпуса                                                                         |
|                                                 | Прихидько Николай Яковлевич        | 1899 −1957  | | 57-я (8.11.1942 — 31.01.1943), 68-я (31.01 — 30.10.1943), 5-я (31.10.1943 — 23.09.1945) | Начальник штаба 5-й армии                                                                                           |
|                                                 | Протас Семён Михайлович            | 1901 — 1967 | | 17-я (5.05 — 9.11.1942), 6-я (5.08 — 7.11.1942), 69-я (27.02 — 26.07.1943), 60-я (23.07 — 23.08.1944) | ст. преподаватель Академии им. Фрунзе                                                                               |
|                                                 | Простов Иван Кондратьевич          | 1903 — 1941 | Начальник Отдела боевой подготовки Управления Оперативных войск НКВД                                                                                        | 33-я (16.07 — 19.10.1941) | Пропал без вести в октябре 1941 году                                                                                |
|                                                 | Прощаев Виктор Андрианович         | 1898 — 1972 | | 15-я (16.11.1943 — 9.10.1945) | Начальник штаба 15-й армии                                                                                          |
|                                                 | Разуваев Владимир Николаевич       | 1900 — 1980 | Заместитель начальника штаба Закавказского Военного округа                                                                                                  | 37-я (5.10.1942 — 3.01.1943), 44-я (3.01 — 7.04.1943, 24.08 — 12.11.1943), 2-я Гвардейская (7.04 — 3.08.1943), | Командующий 1-й Ударной армией                                                                                      |
|                                                 | Рогачевский Самуил Миронович       | 1900 — 1990 | В отпуске (начальник штаба 124-й стрелковой дивизии) | 28-я (27.09.1942 — 28.06.1945), 36-я (07 — 09.1945) | Начальник штаба 36-й армии                                                                                          |
|                                                 | Рождественский Борис Александрович | 1901 — 1987 | Преподавателя кафедры общей тактики Военной академии имени М. В. Фрунзе.                                                                                    | 52-я (30.10.1941 — 5.03.1942), 2-я Ударная (5.03 — 10.04.1942), 4-я (10.04.1942 — 8.11.1943) | Командира 111-го стрелкового корпуса                                                                                |
|                                                 | Романов Михаил Тимофеевич          | 1891 — 1941 | Командиром 172-й стрелковой дивизии | 34-я (11 — 22.09.1941) | Умер 3 декабря 1941 от ранений в плену                                                                              |
|                                                 | Романов Фёдор Николаевич           | 1900 — 1966 | Инструктор Военной академии Генерального штаба | 27-я (11.10 — 25.12.1941) | с 11 января 1942 под арестом.                                                                                       |
|                                                 | Рубцов Пётр Николаевич             | 1896 — 1974 | Генерал-адъютант при наркоме обороны | 19-я (25.06 — 31.07.1941) | В Академии Генштаба заместитель начальника кафедры «Тактики Высших Соединений»                                      |
|                                                 | Самонов Никанор Иванович           | 1898 — 1972 | Командир 94-й стрелковой дивизии | 36-я (30.04.1943 — 14.02.1944) | Заместитель командующего 17-й армии                                                                                 |
|                                                 | Самсонов Александр Абрамович       | 1900 — 1951 | | 23-я (19.09.1942 — 9.05.1944) | |
|                                                 | Сандалов Леонид Михайлович         | 1900 — 1987 | Начальник штаба 4-й армии | 4-я (8.08.1940 — 23.07.1941), 20-я (30.11.1941 — 29.09.1942) | Начальник штаба 4-го Украинского фронта                                                                             |
|                                                 | Симановский Николай Владимирович   | 1895 — ?    | | 6-я (29.09 — 6.12.1944) | |
|                                                 | Символоков Виталий Николаевич      | 1898 — 1992 | Начальника штаба 49-го стрелкового корпуса | 38-я (22.07 — 17.09.1941), 9-я (1.01 — 10.02.1942) | Старший преподаватель кафедры тактики высших соединений Высшей военной академии имени К. Е. Ворошилова              |
|                                                 | Сквирский Лев Соломонович          | 1903 — 1990 | Начальник штаба 14-й армии | 14-я (25.10.1940 — 23.08.1941) | Начальник штаба Беломорского военного округ                                                                         |
|                                                 | Скоробогаткин Константин Фёдорович | 1901 — 1982 | Заместителя командира 85-й стрелковой дивизии | 14-я (20.10.1941 — 18.08.1943) | Командира 193-й стрелковой дивизии                                                                                  |
|                                                 | Смирнов Василий Иванович           | 1899 — 1967 | Заместителем начальника штаба 8-й армии | 8-я (2.08 — 25.09.1941) | Командир 33-й стрелковой дивизией                                                                                   |
|                                                 | Соседов Лев Борисович              | 1897 — 1989 | Старшего руководителя тактики и начальника курса Военной академии имени М. В. Фрунзе                                                                        | 30-я (22.12.1942 — 1.05.1943), 10-я Гвардейская (1.05 — 21.08.1943), 40-я (5 — 26.01.1944) | Начальника штаба 18-го Гвардейского стрелкового корпуса                                                             |
|                                                 | Спиров Алексей Яковлевич           | 1894 — 1973 | | 17-я (9.11.1942 — 15.08.1946) | Начальник штаба 17-й армии                                                                                          |
|                                                 | Степанов Иван Иванович             | 1902 — 1965 | На учёбе в Академии Генерального штаба РККА | 27-я (1.06 — 16.12.1942) | Начальник штаба 23-го гвардейского стрелкового корпуса                                                              |
|                                                 | Сухомлин Александр Васильевич      | 1900 — 1970 | Начальник кафедры Военной академии Генерального штаба | 54-я (16.09.1941 — 28.01.1942), 5-я (1.07 — 21.08.1943) | 1-й заместитель начальника Военной академии им. М. В. Фрунзе                                                        |
|                                                 | Терентьев Василий Григорьевич      | 1899 — 1957 | На учёбе в Академии Генштаба РККА | 16-я (16.07.1942 — 24.02.1943) | командир 70-го стрелкового корпуса.                                                                                 |
|                                                 | Тихомиров Владимир Васильевич      | 1897 — 1944 | Начальник штаба 47-го стрелкового корпуса | 34-я (26.07 — 27.08.1941) | Умер 30 января 1944 от болезни                                                                                      |
|                                                 | Тихомиров Павел Георгиевич         | 1899 — 1968 | Начальник оперативного отдела Ленинградского военного округа                                                                                                | 21-я (15.07.1943 — 24.01.1944), 42-я (15 — 29.01.1944) | |
|                                                 | Харитонов Андрей Александрович     | 1895 — 1967 | Начальника штаба 23-го стрелкового корпуса. | 45-я (31.07 — 19.10.1941), 18-я (19.11.1942 — 5.01.1943), 56-я (16.01 — 15.11.1943) | Начальника штаба Московского военного округа.                                                                       |
|                                                 | Хватов Николай Павлович            | 1895 — 1950 | | 12-я (5 — 19.09.1942) | |
|                                                 | Хетагуров Георгий Иванович         | 1903-1975   | Начальник артиллерии 21-го механизированного корпуса | 30-я (25.11.1941 — 22.12.1942), 3-я Гвардейская (22.12.1942 — 14.03.1943, 22.08 — 1.12.1943), 1-я Гвардейская (9.01 — 17.04.1944)                                                                                         | командир 59-го стрелкового корпуса                                                                                  |
|                                                 | Хотимский Залман Ионович           | 1900 — 1955 | | 31-я (13.07 — 30.09.1941), 5-я (11 — 24.10.1941) | Командир 185-го Гвардейского стрелкового полка                                                                      |
|                                                 | Филатов Александр Алексеевич       | 1895 — 1956 | Командир 46-й стрелковой дивизии | 5-я (24.10.1941 — 11.01.1942) | Командир 12-го Гвардейского стрелкового корпуса                                                                     |
|                                                 | Филиповский Михаил Сергеевич       | 1896 — 1956 | Преподаватель Высшей школы штабной работы Красной армии и Академии Генштаба (одновременно обучаясь в Академии Генштаба)                                     | 58-я (19.12.1942 — 12.05.1943), 9-я (12.05 — 6.11.1943), 47-я (26.11.1944 — 12.07.1944) | Командиром 104-го стрелкового корпуса,                                                                              |
|                                                 | Фомин Борис Андреевич              | 1899 — 1966 | Начальник 1-го отделения оперативного отдела Западного фронта                                                                                               | 6-я (19.02 — 4.03.1943), 26-я (14.03 — 9.07.1945) | Начальник штаба 26-й армии                                                                                          |
|                                                 | Чернышёв Сергей Васильевич         | 1904 — ?    | | 4-я (8.02.1945 — 28.05.1954) | Начальник штаба 4-й армии                                                                                           |
|                                                 | Чирков Пётр Михайлович             | 1902 — 1995 | Начальника штаба 147-й стрелковой дивизии | 56-я (21.06 — 27.09.1942), 18-я (1.08 — 15.10.1942) | Командир 15-й гвардейской стрелковой дивизией                                                                       |
|                                                 | Шалин Михаил Алексеевич            | 1897 — 1970 | Начальник штаба 16-й армии | 16-я (1940 — 8.08.1941, 10 — 19.08.1941), 22-я (2.09.1941 — 8.03.1944), 1-я Гвардейская Танковая (24.02.1944 — 01.1946).                                                                                                  | Начальник штаба 1-й Гвардейской Танковой армии                                                                      |
|                                                 | Шанин Григорий Иванович            | 1902 — 1984 | | 25-я (25.05.1944 — 28.06.1945) | |
|                                                 | Шарапов Владимир Максимович        | 1894 — 1972 | Начальник Управления конвойных войск НКВД СССР. | 29-я (12 — 23.07.1941, 20.08 — 27.10.1942), 70-я (7.02 — 17.11.1943), 40-я (26.01.1944 — 10.03.1945) | С 10 марта 1945 года убыл с фронта на лечение                                                                       |
|                                                 | Шелахов Георгий Акимович           | 1899 — 1987 | Начальник штаба 1-й Краснознамённая армия | 1-я Краснознамённая (31.07.1939 — 27.07.1943) | |
|                                                 | Шерстнев Степан Никитич            | 1892 — 1963 | | 32-я (27.02 — 19.07.1944) | |
| Герой Советского Союза                          | Шлемин Иван Тимофеевич             | 1898 — 1969 | Начальник штаба 11-й армии | 11-я (07.1940 — 20.05.1942), 1-я Гвардейская (5.12.1942 — 21.01.1943) | С января 1945 на лечении                                                                                            |
|                                                 | Шмыго Иван Степанович              | 1896 — 1978 | Начальник 6-го отдела Организационного управления Генштаба                                                                                                  | 11-я (22.05 — 31.12.1942) | Командир 67-го стрелкового корпуса                                                                                  |
|                                                 | Щедрин Михаил Иванович             | 1899 — 1971 | | 31-я (27.02.1943 — 11.05.1945) | Начальник штаба 31-й армии                                                                                          |
|                                                 | Щитов-Изотов Иван Иосифович        | 1901 — 1976 | Начальник штаба 31-й кавалерийской дивизии | 28-я (3 — 12.07.1942) | Начальник штаба 7-го Гвардейского кавалерийского корпуса                                                            |
|                                                 | Юстерник Евгений Яковлевич         | 1902 — 1974 | Начальник штаба корпуса | 1-я Краснознамённая (9.12.1943 — 28.06.1945) | |
|                                                 | Ярмошкевич Павел Сергеевич         | 1896 — 1945 | Старший инструктор Военной академии Генерального штаба | 27-я (19.07 — 11.10.1941), 34-я (11.10.1941 — 15.01.1944), 4-я (15.01.1944 — 8.02.1945) | Погиб а автокатастрофе 2 февраля 1945 года                                                                          |